# International Prize for Biology
O International Prize for Biology (Prêmio Internacional de Biologia) é um galardão anual que é dado a cientistas que tenham desenvolvido contribuições significativas na área da Biologia. O prémio foi criado em 1985, como reconhecimento pelo longo interesse do Imperador Hirohito do Japão em suporte das ciências biológicas. A seleção e o prêmio é gerido pela Sociedade para a Promoção da Ciência do Japão (Japan Society for the Promotion of Science). O cientista galardoado recebe a quantia de dez milhões de yen e um simpósio internacional na área dos cientistas é levado a cabo. 

## Galardoados
- 1985 - Edred John Henry Corner - Taxonomia ou Sistemática
- 1986 - Peter H. Raven - Sistemática e Taxonomia
- 1987 - John Gurdon - Biologia do Desenvolvimento
- 1988 - Motoo Kimura - Biologia Populacional
- 1989 - Eric Denton - Biologia Marinha
- 1990 - Masakazu Konishi - Biologia do Comportamento
- 1991 - Marshall Hatch - Botânica Funcinal
- 1992 - Knut Schmidt-Nielsen - Fisiologia Comparada e Bioquímica
- 1993 - Edward Osborne Wilson - Ecologia
- 1994 - Ernst Mayr - Sistemática e Biologia
- 1995 - Ian Read Gibbons - Biologia Celular
- 1996 - Ryuzo Yanagimachi - Biologia da Reprodução
- 1997 - Elliot Martin Meyerowitz - Botânica
- 1998 - Otto Thomas Solbrig - Biodiversidade
- 1999 - Setsuro Ebashi - Fisiologia Animal
- 2000 - Seymour Benzer - Biologia do Desenvolvimento
- 2001 - Harry Blackmore Whittington - Paleontologia
- 2002 - Masatoshi Nei - Biologia Evolutiva
- 2003 - Shinya Inoué - Biologia Celular
- 2004 - Thomas Cavalier-Smith - Sistemática e Taxonomia
- 2005 - Nam-Hai Chua - Biologia Estrutural, Morfologia e Morfogénese
- 2006 - Serge Daan - Cronobiologia
- 2007 - David Swenson Hogness - Genética
- 2008 - George David Tilman - Ecologia
- 2009 - Winslow Russell Briggs - Biologia
- 2010 - Nancy Ann Moran - Biologia e Simbiose
- 2011 - Eric Harris Davidson - Biologia do Desenvolvimento[1]
- 2012 - Joseph Altman - Neurobiologia[2]
- 2013 - Joseph Felsenstein - Biologia evolutiva[3]
- 2014 - Peter Crane - Biologia da Biodiversidade[4]
- 2015 - Yoshinori Ohsumi - Biologia Celular
- 2016 - Stephen P. Hubbell - Biologia da Biodiversidade